# Manuel de Vergés i de Ricaudy
Manuel de Vergés i de Ricaudy (Perpinyà, Rosselló, 8 d'octubre de 1857 - 18 de gener de 1911) fou un escriptor i financer nordcatalà.
Fou un personatge molt popular i conegut a l'època, ja que va presidir nombroses associacions nordcatalanes, com la Societat Filharmònica de Santa Cecília el 1880, el Club Alpí Francès el 1884, i la Societat d'Estudis Catalans des de la seva fundació el 1906, i de la que en fou un dels principals promotors amb Pere Vidal i Josep Calmette fins a la seva mort.

## Obres
- Notice historique sur la section du Canigou... (1906)
- Notice historique sur la Caisse d'Épargne de Perpignan.  Perpinyà: Impr. J.Comet, 1908.[Enllaç no actiu] («Exemplar digitalitzat». Arxivat de l'original el 2018-12-20. [Consulta: 23 març 2016].)
- Toponymie du Roussillon (1910)